# Index on Censorship
Index on Censorship (in italiano Indice di Censura) è un'organizzazione per la difesa della libertà d'espressione con sede a Londra, che pubblica un omonimo periodico trimestrale. Venne stata fondata dal poeta Stephen Spender, dal filosofo Stuart Hampshire, da David Astor, poi direttore di Observer, e dallo scrittore ed esperto dell'Unione Sovietica Edward Crankshaw. Il primo direttore di Index fu il critico e traduttore Micheal Scammell. Fino al 2013 la sede di Index on Censorship era il Free Word Center di Londra. Attualmente gli uffici sono situati al 292 di Vauxhall Bridge Road a Londra.
Il direttore esecutivo di Index of Censorship, dal maggio del 2014, è l'ex caporedattrice di Reuters Jodie Ginsberg.

## Storia
L'ispirazione alla fondazione di Index on Censorship proviene da due noti dissidenti sovietici: Pavel Litvinov, il pronipote dell'ex Ministro degli esteri Maksim Maksimovič Litvinov, e Larisa Bogoraz, ex moglie dello scrittore Julij Markovič Daniėl', che nel 1968 avevano scritto al Times per promuovere la condanna internazionale nei confronti del processo ai due scrittori Jurij Timofeevič Galanskov e Aleksandr Il'ič Ginzburg accusati di "propaganda ed agitazione anti-sovietica" per la pubblicazione del libro bianco sul processo Andrej Donatovič Sinjavskij e Julij Markovič Daniėl'.
Il poeta Spender organizzò l'invio di un telegramma in loro sostegno da parte di 16 intellettuali statunitensi ed inglesi tra cui Wystan Hugh Auden, Alfred Jules Ayer, Yehudi Menuhin, John Boynton Priestley, Paul Scofield, Henry Moore, Bertrand Russell, Igor' Fëdorovič Stravinskij e altri. Nella risposta, poi pubblicata nel primo numero della rivista, Litinov suggerì di "fornire informazioni ad un pubblico più ampio sul reale stato degli affari nell'URSS". Spender ed i suoi colleghi Stuart Hampshire, David Astor, Edward Crankshaw e l'editore Michael Scammell decisero di andare oltre questo singolo episodio, cercando di trattare anche il tema della censura nelle dittature di destra tra cui la Grecia ed il Portogallo e nei regimi in Latino-America oltre all'ex URSS e gli stati satelliti.
Inizialmente il nome della testata, come suggerito da Scammell, è semplicemente Index in riferimento all'espressione "messa all'indice" di testi vietati nella storia della censura, incluso l'Index Librorum Prohibitorum (Indice dei libri proibiti) della Chiesa cattolica, l'indice esistente nell'Unione Sovietica e il Jacobsens index of objectionable literature sorto durante l'apartheid in Sudafrica. Scammell ammise più tardi che "on Censorship" venne aggiunto successivamente visto che il riferimento non era abbastanza chiaro ai lettori. "Abbiamo frettolosamente aggiunto 'on censorship' come un sottotitolo" scrisse Scammell nel dicembre 1981 sul numero della rivista, "e questo è rimasto fino ad oggi, anche se mi rimprovero sempre che sia sgrammaticato (Index of Censorship sarebbe più corretto)".

## La rivista

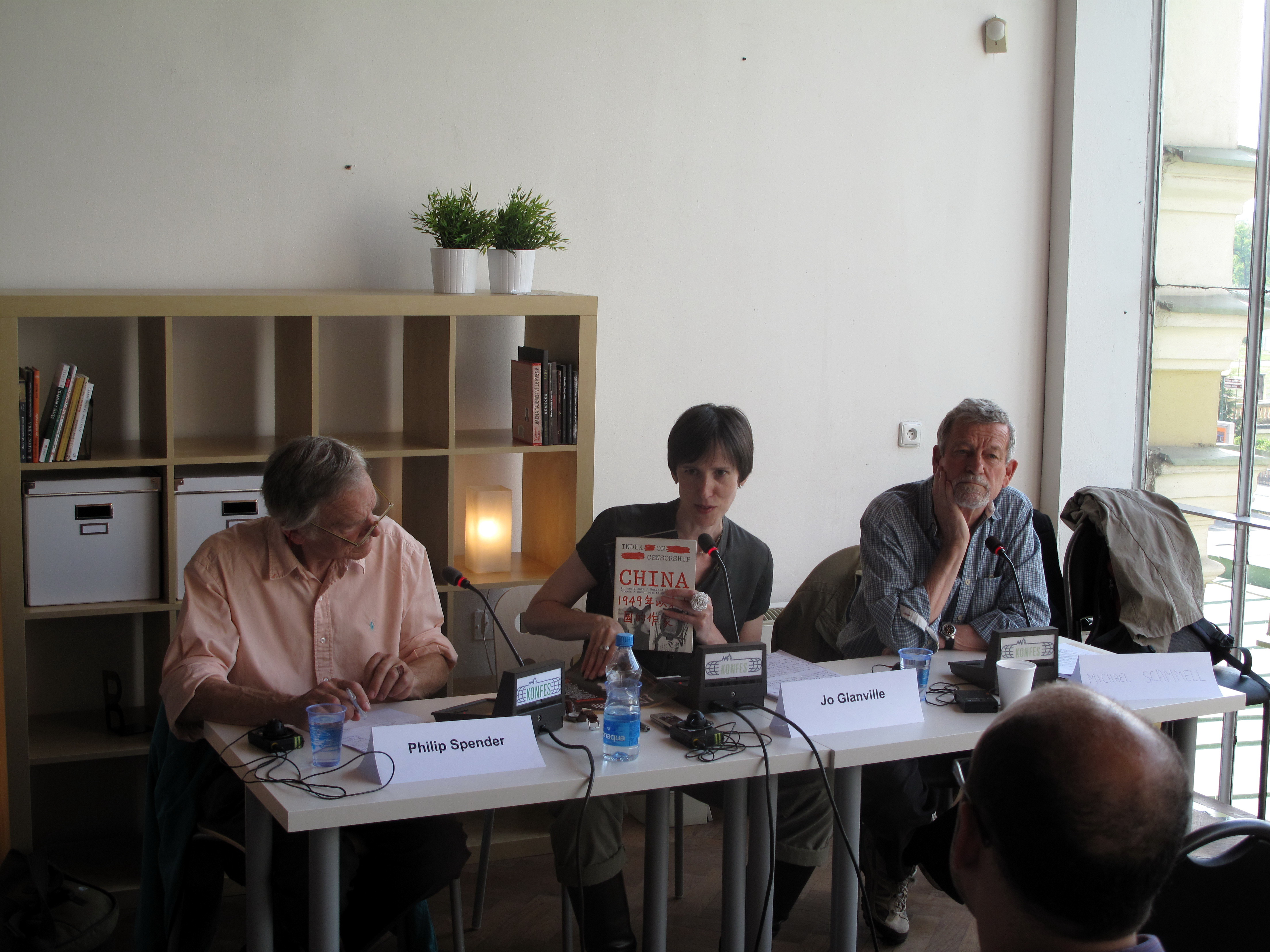
Philip Spender, Jo Glanville, Michael Scammell

Il periodico Index on Censorship viene pubblicato dal 1972. La rivista sostiene la libertà di espressione pubblicando testi di giornalisti di tutto il mondo, articoli censurati, avviando dibattiti e fornendo informazioni sul sistema internazionale della censura.
Ogni numero, solitamente, si concentra su un paese, una regione o un aspetto particolare della libertà di espressione. Index on Censorship pubblica anche opere di narrativa e poesia di autori emergenti. La rivista Index of Censorship venne pubblicata in edizione cartacea fino al dicembre 2008, quando venne sostituita dal sito omonimo.
L'ispirazione originale alla creazione provenne da eminenti dissidenti sovietici, ma fin dalle sue origini, la rivista si occupò anche della censura nelle dittature di destra e nei regimi militari dell'America Latina.
Nel primo del maggio del 1972 Stephen Spender scrisse: 
"Ovviamente c'è il rischio che una rivista come questa diventi un bollettino di frustrazione. Comunque i materiali degli scrittori che sono censurati in Est Europa, Grecia, Sud Africa e altri paesi sono una delle cose più emozionanti che sono state scritte nei nostri giorni. Oltretutto, la questione della censura è diventato un tema che suscita appassionanti dibattiti e non riguarda solamente i regimi totalitari".
La rivista si occupa anche delle sfide a cui la libertà d'espressione si trova di fronte, tra cui il fondamentalismo religioso, l'ascesa dei nazionalismi, la censura su internet. I volumi sono solitamente organizzati per temi e contengono una lista paese per paese dei recenti casi che riguardano la censura, le violazioni alla libertà di stampa e alle altre libertà di parola.
Occasionalmente Index on Censorship pubblica dei lavori di narrativa o poesia sia di noti scrittori che di autori censurati, tra gli autori pubblicati vi sono stati Aleksandr Isaevič Solženicyn, Milan Kundera, Václav Havel, Nadine Gordimer, Salman Rushdie, Doris Lessing, Arthur Miller, Noam Chomsky, e Umberto Eco.
Alcuni recenti volumi, editi sotto la direzione di Jo Glanville, hanno sondato l'eredità della seconda presidenza Bush. Un altro volume aveva come focus la Cina e trattava il Medio Oriente e la censura su internet. Il volume sulla Russia (2008) ha vinto l'Amnesty International Media Award e conteneva degli scritti dei giornalisti russi Fatima Tlisova, Sergej Bačinin e l'attivista per la libertà dei media Aleksej Simonov.
Tra il 2005 ed il 2007 la rivista è stata pubblicata e distribuita da Routledge, parte del gruppo Taylor & Francis. Dal gennaio 2010 la rivista è pubblicata da Sage Publications, un editore accademico indipendente.
Oltre alla versione cartacea in abbonamento, Index on Censorship è disponibile tramite applicazione iPhone/iPad.
È anche partner di Eurozine, un network di più di 60 giornali culturali europei.

## Altre pubblicazioni
Le pubblicazione di riferimento includono gli scritti dalla prigione di Ken Saro-Wiwa (Volume 3/1997) e la traduzione dal cecoslovacco del Manifesto 77 di Václav Havel e altri. Index ha pubblicato la prima traduzione del discorso di accettazione del Premio Nobel Aleksandr Solženicyn. Index on Censorship ha pubblicato le storie dei desaparecidos in Argentina, le poesie bandite a Cuba ed i lavori dei poeti cinesi che sono sfuggiti alle persecuzione in seguito alla protesta di piazza Tienanmen. Index on Censorship ha una lunga storia nella pubblicazione di testi tradotti inclusi quelli di Bernard-Henri Lévy, Ivan Klíma, Ma Jian il premio Nobel Shirin Ebadi, ed i report di Anna Politkovskaja sulla guerra in Cecenia (Volume 2/2002).
Index on Censorship ha pubblicato la "Dichiarazione Universale della Commissione Internazionale in Difesa di Salman Rushdie" che supportava il "diritto di tutte le persone ad esprimere le proprie idee e credenze discutendo le stesse con mutua tolleranza senza essere oggetto di censura, intimidazioni e violenza". Sei mesi più tardi Index ha pubblicato la Dichiarazione dello sciopero della fame di Liu Xiaobo, Zhou Duo, Hou Dejian e Gao Xin, i quattro studenti a capo delle proteste di piazza Tienanmen.
Particolare attenzione è stata data anche alla situazione in Cecoslovacchia tra l'invasione della Russia e la rivoluzione di velluto del 1989, dedicando un intero volume al paese nell'ottavo anniversario della primavera di Praga (Numero 3/1976) con degli scritti di Václav Havel, tra cui la prima traduzione della sua "Conversazione". La rivista conteneva degli articoli anche sullo stato del teatro in Cecoslovacchia e la lista delle cosiddette "pubblicazioni chiuse con il lucchetto", ovvero i 50 libri vietati.

## Campagne
Free Speech is not For Sale è stata una campagna lanciata da Index on Censorship insieme ad English PEN. L'obbiettivo era quello di sensibilizzare al problema del cosiddetto "turismo della diffamazione" ed il fatto che la legge inglese sulla diffamazione limitasse la libertà di espressione. Dopo un ampio dibattito nato attorno ai dieci punti chiave raccomandati dalla campagna, il segretario alla giustizia Jack Straw si impegnò a rendere più giusta la legge inglese sulla diffamazione.
"La libertà di stampa non può operare o essere effettiva se i lettori non possano criticare quanto stanno leggendo. Quello che mi preoccupa è che le attuali disposizioni delle grandi corporazioni vanno a limitare questa possibilità". Aggiunse poi che "le elevate parcelle richieste dagli avvocati che si occupano di diffamazione sembrano di incentivare "il turismo della diffamazione".
Queste campagne insieme ad altre riflettono la strategia dell'amministratore delegato John Kampfner supportato dal presidente Jonathan Dimbleby di aumentare il profilo di public advocacy dell'organizzazione sia in Inghilterra che nel mondo. Fino a quel momento, infatti, l'organizzazione non pensava a sé come "organizzazione di campagne come facevano Articolo 19 o Amnesty International", notò la nuova direttrice Sarah Smith nel 2001, preferendo invece "la comprensione di quello che fa notizia o è politicamente significativo" nel fare pressione sui regimi oppressivi attraverso un'estensiva copertura.

## Sito Internet
Il sito internet di Index on Censorship è stato rilanciato il 21 luglio 2013 sostituendo quello precedente. Il sito contiene un ampio archivio che propone risorse proventi anche da altre organizzazioni mondiali che si battono per la libertà d'espressione e di stampa, report sulla libertà di stampa nel mondo, collegamenti a guide e software per aggirare la censura e una selezione dei migliori scritti che trattano della lotta per la libertà d'espressione negli anni, come la fatwā contro Salman Rushdie, la controversia seguita alla pubblicazione in Danimarca dei cartoni in Jyllands-Posten su Maometto e la censura su internet. Fornisce informazioni sugli eventi, temi delle riviste e progetti sviluppati dall'organizzazione.

## Arte e programmi internazionali
Nel 2009 e 2010 Index on Censorship ha operato in Afghanistan, Birmania, Iraq, Tunisia e tanti altri paesi in supporto ai giornalisti, presentatori, artisti e scrittori che subiscono intimidazioni, repressione e censura.
Il programma che ha come oggetto l'arte vuole investigare gli impatti dei cambiamenti sociali e politici sugli artisti per valutare quali siano i gradi e la profondità dell'auto censura. Si utilizza l'arte per coinvolgere direttamente i giovani nel dibattito della libertà dei media. Questo progetto funziona anche con le comunità emarginate nel Regno Unito nel creare nuove piattaforme, sia on line che fisiche, per favorire l'espressione creativa.
A livello internazionale Index on Censorship commissiona non solo articoli per la rivista o per il sito ma anche lavori fotografici, film e video, arte visuali e performance. Esempi recenti includono una mostra di foto-storie prodotte da donne irachene, Open Shutters, ed un programma che coinvolge comunità di rifugiati e migranti in Inghilterra insieme ad artisti provenienti dal loro paese d'origine nella produzione di opere artistiche esibite al Tate nel 2007.
Index lavora anche con artisti e scrittori esiliati birmani con un programma di supporto alla comunità di birmani. Index ha commissionato la realizzazione dello spettacolo "Sette anni di duro lavoro" a Actors for Human Rights, che racconta di quattro storie di ex prigionieri politici della Birmania che attualmente vivono nel Regno Unito. Index è anche co-editore di un libro di poesia composta da senza tetto a Londra e San Pietroburgo.

## Partner
L'organizzazione lavora in partnership con tutti i maggiori gruppi per si battono per la libertà d'espressione come Amnesty International, l'American Civil Liberties Union (ACLU), Liberty, English PEN, PEN International e tanti altri per creare degli eventi che abbiano impatto a livello internazionale. Index era una delle quattro organizzazioni per la libertà d'espressione che hanno organizzato il programma del primo Global Forum on Freedom of Expression che si è tenuto ad Oslo dal 1 al 6 giugno 2009.
Index on Censorship è membro fondatore dell'IFEX (già International Freedom of Expression Exchange), un network globale di organizzazioni non governative che monitorano la censura nel mondo e difendono giornalisti, scrittori, utenti di internet e altri che vengono perseguiti per aver esercitato il loro diritto di libertà d'espressione. È anche membro del Tunisia Monitoring Group una coalizione di 16 organizzazioni che si battono per la libertà d'espressione e che fanno lobby nei confronti del governo tunisino affinché vengano rispettati i diritti umani.

## Premio per la libertà d'espressione
Index on Censorship consegna ogni anno dei premi a giornalisti, scrittori, artisti, innovatori, attivisti, informatori di tutto il mondo che hanno dato importanti contributi alla libertà d'espressione negli anni. Gli sponsor attuali sono The Guardian, Google, SAGE Publications e lo studio legale Doughty Street Chambers.
Vincitori del 2017: Giornalismo: Maldives Independent; Campaigning: Ildar Dadin; Media digitali: Turkey Blocks; Arte: Rebel Pepper.
Vincitori del 2016: Giornalismo: Zaina Erhaim; Campaigning: Bolo Bhi; Media digitali: GreatFire; Arte: Murad Subay.
Vincitori del 2015: Giornalismo: Rafael Marques de Morais e Safa Al Ahmad; Campaigning; Amran Abdundi; Media digitali: Tamas Bodoky; Arte: Mouad "El Haqued" Belghouat.
Vincitori del 2014 : Giornalismo: Azadliq; Advocacy: Shahzad Ahmad; Media digitali: Shu Choudhary; Arte: Mayam Mahmoud.
Vincitori del 2013: Giornalismo: Kostas Vaxevanis; Media digitali: Bassel Khartabil; Advocacy: Malala Yousafzai; Arte: Zanele Muholi.
Vincitori del 2012: Giornalismo: Idrak Abbasov; Advocacy: Bahrain Centre for Human Rights, ritirato da Nabeel Rajab; Innovazione: Freedom Fone di Kubatana; Arte: Ali Ferzat; 40th Anniversary Award: Research and Information Centre "Memorial (associazione)" San Pietroburgo.
Vincitori del 2011: Giornalismo: Ibrahim Eissa; Advocacy: Gao Zhisheng; Nuovi Media: Nawaat; Arte: M. F. Husain; Riconoscimento Speciale: Prigionieri di coscienza bielorussi, ritirato dal Belarus Free Theatre.
Vincitori del 2010: Giornalismo: Radio La Voz; Advocacy: Rashid Hajili; Premio per le case editrici: Andalus Press; Nuovi Media: Twitter; Premio Freemuse: Mahsa Vahdat; Riconoscimento speciale: Heather Brooke.
Vincitori del 2009: Giornalismo: The Sunday Leader – Sri Lanka; Film: Ricki Stern e Ann Sundberg; The Devil Came on Horseback; Nuovi Media: Psiphon; Libri: Ma Jian; Beijing Coma; Legge: Malik Imtiaz Sarwar.
Vincitori del 2008: Giornalismo: Hrant Dink e la rivista Agos ; Mohamed Al-Daradji e Ahlaam; Nuovi Media: Julian Assange e WikiLeaks; Libri: Francisco Goldman; The Art of Political Murder; Legge: U Gambira e "Monks of Burma".
Vincitori del 2007: Giornalismo: Kareem Amer; Film: Yoav Shamir, Defamation; Informatore: Chen Guangcheng; Libri: Samir Kassir; Legge: Siphiwe Hlophe.
Vincitori del 2006: Giornalismo: Sihem Bensedrine; Film: Bahman Ghobadi, Turtles Can Fly; Informatore: Huang Jingao; Libri: Jean Hatzfeld, Into the Quick Life: The Rwandan Genocide – the Survivors Speak and A Time for Machetes: the Killers Speak; Legge: Beatrice Mtetwa.
Vincitori del 2005: Giornalismo: Sumi Khan; Libri: Soldiers of Light di Daniel Bergner; Film: Final Solution di Rakesh Sharma; Campaigning: Center of Constitutional Rights; Informatore: Grigoris Lazos.
Vincitori del 2004: Giornalismo: Kaveh Golestan; Musica: West- Eastern Divan Orchestra; Informatore: Satyendra Kumar Dubey; Film: "Amamdla!" di Lee Hirsch; Libri: "Slave" di Mende Nazer e Damien Lewis; Premio Speciale: Mordechai Vanunu; Censore dell'anno: John Ashcroft.
Vincitori del 2003: Giornalismo: Fergal Keane; Informatore: Tony Kevin; Censore dell'anno: Jonathan Moyo; Premio per l'aggiramento della censura: Al-Jazeera; Premio per la difesa della libertà d'espressione: Hashem Aghajari.
Vincitori del 2002: Premio per la difesa della libertà d'espressione: Anna Politkovskaja; Premio per l'aggiramento della censura: Sanar Yurdatapan; Informatore: Jiang Weiping; Censore dell'anno: Silvio Berlusconi.
Vincitori del 2001: Premio per la difesa della libertà d'espressione: Mashallah Shamsolvaezim; Informatore: Grigory Pasko; Premio per l'aggiramento della censura: Lorrie Cranor, Avi Rubin e Marc Waldman; Censore dell'anno: Ministero della difesa inglese.

## Controversie

### Robert Fisk
Nel dicembre del 2002 Index on Censorship ha subito pressioni l'annullamento dello spettacolo di beneficenza The Dancer Upstairs di John Malkovich alla London's Institute of Contemporary Arts (ICA).
Nel maggio dello stesso anno parlando con degli studenti, a Malkovich era stato chiesto contro chi avrebbe voluto duellare. Lui scelse Robert Fisk, corrispondente di The Independent per il Medio Oriente, e George Galloway politico laburista, aggiungendo che più che sfidarli a duello avrebbe semplicemente voluto loro sparare. Fisk reagì indignato e Reporter senza frontiere, un'organizzazione per i diritti dei lavoratori dei media, condannò Malkovich.
In un articolo il co-redattore di Index, Rohan Jayasekera, liquidò i commenti di Malkovich come "superficiali".
Nel dicembre del 2002 l'evento di fundraising si tenne ugualmente nonostante le proteste all'esterno del ICA. Dopo che nel 2008 subentrò come amministratore delegato John Kampfner, quest'ultimo ha dato avvio ad una politica per il rinforzo dell'attività di promozione di campagne pubbliche.

### Theo Van Gogh
Nel novembre 2004 Index on Censorship ha suscitato un altro dibattito in seguito ad un altro post di Jayasekera che, secondo molti lettori, sembrava giustificare o condonare l'omicidio del regista olandese Theo van Gogh. Il blog descriveva Van Gogh come "un fondamentalista della libertà d'espressione" e come colui che "abusava del suo diritto di espressione". Descrivendo il film "Submission" di Van Gogh come "ostinatamente provocante", Jayasekera concluse descrivendo la sua morte in questo modo:
"Un climax sensazionale nella performance pubblica della vita, pugnalato ed ucciso da un fondamentalista, un messaggio del killer scritto con un pugnale sul suo petto. Theo Van Gogh è diventato un martire della libertà d'espressione. Amsterdam ha celebrato la sua morte in un modo che lui stesso avrebbe apprezzato. E che tempismo! Un tanto atteso film autobiografico di Pim Fortuyn è pronto per essere trasmesso sugli schermi. Complimenti! Theo! Complimenti!"
Ci furono tanti proteste di commentatori sia di sinistra sia di destra. Nick Cohen di The Observer scrisse nel dicembre 2004:
"Quando ho chiesto a Jayasekera se aveva dei rimorsi, mi ha risposto di no. Lui ha raccontato a me, come ad altri lettori, che non dovevo cadere nell'errore di credere che Index on Censorship fosse contrario alla censura, anche per la censura omicida, per principio, nello stesso modo in cui Amnesty International si oppone alla tortura, inclusa la tortura omicida, per principio. Magari Index lo aveva fatto in passato ma oggi si occupava di lottare contro l'incitamento all'odio sia nel favorire la libertà di stampa".
Ursula Owen l'amministratrice delegata di Index anche se ammise che "il tono [di Jayasekera] non era adeguato" ha contraddetto in una lettera all'Observer la ricostruzione che Cohen ha fatto dell'intervista con Jayasekera.

### Cartoni Danesi
Nel 2009 la rivista ha pubblicato un'intervista con Jytte Klausen a proposito del rifiuto della casa editrice dell'Università Yale di inserire i cartoni su Maometto all'interno del libro di Klausen "I cartoni che hanno scioccato il mondo". La rivista si è però rifiutata di includere i cartoni a fianco dell'intervista.